# Онасемноген абепарвовек
Онасемноген абепарвовек (англ. Onasemnogene abeparvovec, Золгенсма) — перший лікарський препарат для генної терапії спінальної м'язової атрофії. Випускається компанією AveXis (Novartis). Торгове найменування — Zolgensma (Золгенсма). Терапія надає функціональну копію гена SMN для зупинки прогресування захворювання за допомогою стійкої експресії білка SMN. Функціональна копія гена SMN вводиться з допомогою аденоасоційованого вірусу (AAV) серотипу 9, AAV9, який здатний долати гематоенцефалічний бар'єр і проникати в клітини пацієнта, не змінюючи існуючу ДНК. Препарат вводиться одноразово як внутрішньовенна інфузія тривалістю 60 хвилин. Всім пацієнтам до і після інфузії Золгенсма вводяться системні кортикостероїди. Побічні ефекти, що найбільш часто спостерігаються після лікування — підвищені ферменти печінки і блювота. Схвалений для лікування педіатричних пацієнтів віком молодше 2 років зі спінальною м'язовою атрофією I типу: у США (2019), в ЄС, Японії і Бразилії (2020).

## Механізм дії
Онасемноген абепарвовек призначений для генно-терапевтичного лікування, забезпечує заміну відсутнього або дефектного гена SMN1 на його функціональну копію, що призводить до нормалізації вироблення білка виживаності мотонейронів (SMN). Повноцінний ген SMN1 знаходиться всередині вектора аденоасоційованого вірусу (adeno-associative virus 9, або AAV9). Це представник сімейства парвовірусів, який здатний інфікувати клітини людини й інших приматів, але при цьому не є патогенним. Власний генетичний матеріал вірусу вилучений і замінений на функціонально повноцінний ген SMN1. Після того, як ген прибуває в потрібну локацію, вектор руйнується і виводиться з організму. Завдяки здатності онасемногена абепарвовека долати гематоенцефалічний бар'єр (ГЕБ), з подальшою трансдукцією клітин-мішеней, підтверджена експресія SMN в мотонейронах у всіх відділах головного і спинного мозку.
Клінічно доведено, що одноразова інфузія препарату здатна відновити SMN-експресію в моторних нейронах, позбавлених функціонального гена SMN1.

## Показання
Спінальна м'язова атрофія (СМА) з бі-аллельною мутацією в гені SMN1 та клінічним діагнозом СМА 1-го типу; СМА з бі-аллельною мутацією в гені SMN1, при наявності до трьох копій гена SMN2 включно. У США застосування препарату схвалено для пацієнтів молодше 2 років, на території Європейського союзу застосування Золгенсма обмежена масою пацієнта — до 21 кг.

## Спосіб застосування
Одноразова внутрішньовенна інфузія протягом однієї години. До початку інфузії проводиться оцінка функції печінки, рівня тромбоцитів і тропоніна-i, перевірка наявності антитіл проти вірусу AAV9. За день до інфузії починають застосовувати системні кортикостероїди у дозі, еквівалентній 1 мг/кг маси тіла в добу, і продовжують застосовувати їх загалом протягом 30 днів.

## Клінічні випробування
На момент схвалення FDA (Управління з нагляду за якістю харчових продуктів і медикаментів США) в травні 2019 року були доступні дані по 36 пацієнтах з СМА I типу у віці від 0,5 до 7,2 місяців. З них троє отримали низьку дозу препарату, а 33 — високу. З тих, що отримали високу дозу, 31 пацієнт на момент схвалення (4-28 місяців після початку терапії) не потребував постійної вентиляції легенів. 19 пацієнтів, які отримали високу дозу, були здатні сидіти без підтримки. Вважається, що без лікування в живих до цього моменту залишилося б приблизно 8-9 пацієнтів, і сидіти не міг би ніхто. Максимальний термін спостереження за пацієнтами становив 4,6 років, деякі з них починають самостійно стояти і ходити.
Компанія також веде дослідження на пацієнтах, у яких симптоми ще не настали, вони отримали терапію протягом 6 тижнів після народження. Всі 22 пацієнти живі, не потребують постійної вентиляції легенів і починають стояти і ходити, що було б неможливо при природному перебігу хвороби.
У всіх дослідженнях Золгенсми померло два пацієнти з причин, не пов'язаних з терапією. В одного смерть сталася в результаті легеневої недостатності, у іншого — від мозкової ішемії, пов'язаної з респіраторною інфекцією. Ще один пацієнт вийшов з дослідження, бо йому була потрібна постійна легенева вентиляція.

## Розробка
Novartis і AveXis (придбана Novartis в 2018 році за 8,7 млрд доларів США) займалися розробкою онасемногена абепарвовека більше 10 років. За цей час компанії змогли розширити програму клінічних досліджень препарату з першого дослідження в одному медичному центрі до шести досліджень більш ніж в 20 центрах у США, щоб провести ліцензування технологій, розробити виробничий процес, побудувати виробничий майданчик, відповідний вимогам правил виробництва і контролю якості лікарських засобів FDA, а також найняти і навчити команду висококваліфікованих фахівців, відповідальних за випуск і доставку препарату.

## Програма керованого доступу
У грудні 2019 року Novartis оголосила про запуск програми безкоштовної видачі препарату Золгенсма в країнах, де ліки ще не було схвалено. Через складність критеріїв при виборі пацієнтів, після консультації з експертами, Novartis вирішили розподіляти препарат за принципом лотереї. Novartis планує постачати безкоштовно до 100 доз на рік. Підхід до розподілу викликав хвилю критики на адресу фармкомпанії.

## Цінова політика
У 2018 році Novartis опублікувала економічний аналіз, який показав, що десятирічні витрати на лікування рідкісних захворювань постійною терапією, включаючи СМА, коливаються від двох до п'яти мільйонів доларів, а виробництво Золгенсма буде економічно вигідним при вартості до 4-5 мільйонів доларів для 1-го типу СМА. Пізніше вартість препарату була встановлена на рівні 2,125 млн доларів. Золгенсма занесена в Книгу рекордів Гіннеса як найдорожчі ліки в світі.